# Salpinctes
Salpinctes is een geslacht van zangvogels uit de familie winterkoningen (Troglodytidae). Er is één soort en die heet rotswinterkoning. Deze soort moet niet verward worden met de soorten uit de familie van de rotswinterkoningen (Acanthisittidae) die alleen in Nieuw-Zeeland voorkomen. Deze vormen een zeer aparte groep binnen de zangvogels. Deze rotswinterkoning behoort tot de familie van de winterkoningen met vooral soorten in Noord-Amerika; ze zijn echter ook verwant met de in Europa voorkomende (gewone) winterkoning.

## Soorten
Het geslacht kent de volgende soort:
- Salpinctes obsoletus – Rotswinterkoning